# Coppa Italia 2005/2006
Pohárový ročník Coppa Italia 2005/06 byl 59 ročník italského poháru ve fotbalu. Soutěž začala 6. srpna 2005 a skončila 11. května 2006. Zúčastnilo se jí celkem 72 klubů.
Obhájce z minulého ročníku byl klub FC Inter Milán.

## Vítěz
| Coppa Italia 2005/06 FC Inter Milán (5. titul) |